# Энтони Вентура
Э́нтони Венту́ра (нем. Anthony Ventura; настоящее имя Вернер Беккер, Werner Becker; род. 4 декабря 1943, Целле, Нижняя Саксония) — немецкий композитор, аранжировщик и дирижёр. Работает в жанре лёгкой инструментальной музыки.

## Биография
С раннего детства В. Беккер увлекался музыкой. В десять лет он начал играть на фортепьяно, впоследствии обучился игре на аккордеоне, гитаре, трубе, ударных, электрооргане, став таким образом мультиинструменталистом.
Трудовую деятельность начал в типографии, где был учеником наборщика, в дальнейшем работал художником-оформителем.
В 1965 году В. Беккер начал профессиональную карьеру музыканта. На протяжении ряда лет выступал в составе разных ансамблей, таких как «Валендрас», «Штудикерн», «Рэнди Пай» и др., где совершенствовал искусство исполнения, освоил аранжировку и композицию.
В начале 1970-х годах В. Беккер создаёт свой оркестр, где ведущую роль играют струнно-смычковые инструменты — 8 скрипок, 4 альта, 3 виолончели и 1 контрабас. В 1973 году он под псевдонимом Энтони Вентура выпускает свою первую грампластинку — «Orchester Anthony Ventura — Je T`aime» («Оркестр Энтони Вентуры — Я тебя люблю»), названную в честь одноименной песни С. Генсбура. Всего в 1973—1982 гг. вышло 10 альбомов Э. Вентуры серии «Je T`aime — Traum-Melodien» («Я тебя люблю — Мелодии мечты»).
Композиции Э. Вентуры имели значительный успех среди слушательской аудитории. Так, в ФРГ, Австрии и Швейцарии пластинки из цикла «Я тебя люблю» разошлись тиражом около 4 миллионов экземпляров. В целом ряде стран диски этой серии стали золотыми и платиновыми. При этом в 1981 году одна из пластинок названной серии была выпущена и в СССР.
Ещё большую популярность Э. Вентура приобрёл в 1980 году, выступив со своим оркестром в телепрограмме «Лучшие мелодии мира» и записав впоследствии одноимённую долгоиграющую пластинку, которая была распродана в количестве около пятисот тысяч штук.
Со временем Э. Вентура отошёл от гастрольной деятельности и сосредоточился на студийной работе, записав ряд новых альбомов.

## Творчество
Большое влияние на стиль Э. Вентуры оказал цыганский ансамбль, с которым он гастролировал в начале творческого пути. По его признанию, именно у цыган он понял, настолько важно уметь передавать посредством музыки истинные чувства. Следуя этому принципу, Э. Вентура в начале 1970-х годов, в эпоху господства в музыке стиля «диско», на основе классических и современных песен начал создавать новые аранжировки. Он осознал, что «увлечение диско-музыкой не может подменить естественную тягу людей к мелодиям светлым и задушевным, что в грохоте и напряжённом ритме современных городов у них неизменно возникнет потребность к тишине и покою».

## Избранная дискография[2]
- 1973 «Je T’aime Traum Melodien 1»
- 1975 «Je T’aime Traum Melodien 2»
- 1975 «Je T’aime Traum Melodien 3»
- 1976 «Je T’aime Traum Melodien 4»
- 1977 «Je T’aime Traum Melodien 5»
- 1978 «Je T’aime Traum Melodien 6»
- 1978 «Je T’aime Traum Melodien 7»
- 1978 «Fantastic Dance Party»
- 1979 «Je T’aime Traum Melodien 8»
- 1979 «Music For Making Love»
- 1980 «Die Schönsten Melodien der Welt Nr.1»
- 1981 «Je T’aime Traum Melodien 9»
- 1981 «Die Schönsten Melodien der Welt Nr.2»
- 1981 «The Anthony Ventura Style»
- 1982 «Je T’aime Traum Melodien 10»
- 1982 «Die Schönsten Melodien Der Welr Nr.3»
- 1983 «Ti Amo: Italienische Traummelodien»
- 1984 «Musikalische Erinnerungen»
- 1984 «The Classics»
- 1984 «Ein Abend voller Zartlichkeit»
- 1988 «Stille Nacht — Heilige Nacht»
- 1991 «Je T’aime — Traum-Melodien» № 1-10 (10 CD)
- 1992 «Ti Amo»
- 1992 «Traummelodien»
- 1992 «Erinnerungen»
- 1992 «Rendezvous zum Tanzen und Traumen»
- 1992 «Zeit Für Zärtlichkeit» («Tender Moments»)
- 1992 «El Condor Pasa»
- 1992 «Romantic Melodies»
- 1993 «Music For Making Love II»
- 1994 «The Silent Sound Of Simon & Garfunkel»
- 2001 James Last and Anthony Ventura — «Play The Beatles»